# Giovanni Ferrofino
Giovanni Ferrofino (Alessandria, 24 febbraio 1912 – 21 dicembre 2010) è stato un arcivescovo cattolico italiano.

## Biografia
Nato ad Alessandria, fu ordinato sacerdote il 22 settembre 1934.
L'8 febbraio 1960 fu nominato nunzio apostolico ad Haiti. L'anno seguente, divenne arcivescovo di Zenopoli di Isauria.
Il 3 novembre 1965 fu designato come nunzio apostolico dell'Ecuador, compito che svolse fino al 29 settembre 1970.
Secondo Gary Krupp, fondatore di Pave the Way Foundation, durante la seconda guerra mondiale Papa Pio XII inviò Ferrofino dal presidente del Portogallo per richiedere visti per gli ebrei che entravano in territorio portoghese. Giunto nella Repubblica Dominicana nel 1939, insieme al nunzio apostolico dell'isola, Maurilio Silvani, riuscì ad ottenere due volte l'anno circa 800 visti per gli Ebrei che fuggivano dall'Europa. Dalla Repubblica Dominicana venivano poi aiutati a recarsi in Canada, negli Stati Uniti, in Messico e a Cuba.
Il 24 giugno 2012 la sua salma fu trasferita nella Basilica di San Dalmazzo di Quargnento (Alessandria).

## Genealogia episcopale e successione apostolica
La genealogia episcopale è:
- Cardinale Scipione Rebiba
- Cardinale Giulio Antonio Santori
- Cardinale Girolamo Bernerio, O.P.
- Arcivescovo Galeazzo Sanvitale
- Cardinale Ludovico Ludovisi
- Cardinale Luigi Caetani
- Cardinale Ulderico Carpegna
- Cardinale Paluzzo Paluzzi Altieri degli Albertoni
- Papa Benedetto XIII
- Papa Benedetto XIV
- Papa Clemente XIII
- Cardinale Marcantonio Colonna
- Cardinale Giacinto Sigismondo Gerdil, B.
- Cardinale Giulio Maria della Somaglia
- Cardinale Carlo Odescalchi, S.I.
- Vescovo Eugène de Mazenod, O.M.I.
- Cardinale Joseph Hippolyte Guibert, O.M.I.
- Cardinale François-Marie-Benjamin Richard
- Cardinale Pietro Gasparri
- Cardinale Clemente Micara
- Arcivescovo Armando Lombardi
- Arcivescovo Giovanni Ferrofino

La successione apostolica è:
- Arcivescovo José Mario Ruiz Navas (1969)